# شونبرک
شونبرک (به آلمانی: Berlin-Schöneberg) یک محله برلین در آلمان است که در تمپلهوف-شونبرگ واقع شده‌است. شونبرگ ۱۱۶٬۷۴۳ نفر جمعیت دارد.